# Pterosporidium rhizomorphae
Pterosporidium rhizomorphae är en svampart som först beskrevs av Kunze ex Curr., och fick sitt nu gällande namn av W.H. Ho & K.D. Hyde 1996. Pterosporidium rhizomorphae ingår i släktet Pterosporidium och familjen Phyllachoraceae.   Inga underarter finns listade i Catalogue of Life.